# Troika comunitària
Troika o  troica és el nom amb què es coneixia en l'argot comunitari a l'espècie de triumvirat que representava la Unió Europea en les relacions exteriors, particularment pel que fa a la política exterior i de seguretat comuna (PESC).
En l'actualitat quan es parla de troica (sobretot en els mitjans de comunicació) es fa referència a un grup de decisió format per la CE (Comissió Europea), el BCE (Banc Central Europeu) i el FMI (Fons Monetari Internacional).

## Història
Des del Tractat d'Amsterdam, la Presidència del Consell, l'Alt Representant del Consell per a la Política Exterior i de Seguretat Comuna, i la Comissió han estat les «troikes», per representar de forma conjunta la Unió Europea en les relacions exteriors. Fins a 1987 la troica era liderada pel país que tenia la Presidència de la Unió Europea.
Amb l'entrada en vigor del Tractat de Lisboa, la màxima representació exterior correspon a una troica diferent: a nivell de Caps d'Estat i de Govern, i en l'àmbit de la PESC, la màxima representació correspon al President del Consell Europeu (ara permanent), la de la resta d'àmbits de la política exterior al President de la Comissió, i el conjunt de les dues, a nivell ministerial, correspon al nou Alt representant de la Unió per a Afers Exteriors i Política de Seguretat.